# Liste der Bodendenkmäler in Perkam
Auf dieser Seite sind die Bodendenkmäler in der niederbayerischen Gemeinde Perkam zusammengestellt. Diese Tabelle ist eine Teilliste der Liste der Bodendenkmäler in Bayern. Grundlage ist die Bayerische Denkmalliste, die auf Basis des Bayerischen Denkmalschutzgesetzes vom 1. Oktober 1973 erstmals erstellt wurde und seither durch das Bayerische Landesamt für Denkmalpflege geführt wird. Die folgenden Angaben ersetzen nicht die rechtsverbindliche Auskunft der Denkmalschutzbehörde.

## Bodendenkmäler der Gemeinde Perkam

### Bodendenkmäler in der Gemarkung Hirschling
| Lage                  | Objekt                                               | Akten-Nr.     | Bild |
| --------------------- | ---------------------------------------------------- | ------------- | ---- |
| Hirschling (Standort) | Verebnete Grabhügel vorgeschichtlicher Zeitstellung. | D-2-7140-0074 |      |

### Bodendenkmäler in der Gemarkung Perkam
| Lage              | Objekt | Akten-Nr.     | Bild |
| ----------------- | --- | ------------- | ---- |
| Perkam (Standort) | Verebnete Viereckschanze der späten Latènezeit sowie Siedlungen der Bronzezeit, Urnenfelder- und Latènezeit. | D-2-7140-0183 |      |
| Perkam (Standort) | Turmhügel des Mittelalters. | D-2-7140-0184 |      |
| Perkam (Standort) | Siedlungen des Jungneolithikums (Münchshöfener Gruppe) und der Latènezeit. | D-2-7140-0185 |      |
| Perkam (Standort) | Siedlungen des Neolithikums (Linearbandkeramik, Stichbandkeramik, Gruppe Oberlauterbach, Münchshöfener und Altheimer Gruppe), der Bronzezeit und der mittleren römischen Kaiserzeit.                                                            | D-2-7140-0186 |      |
| Perkam (Standort) | Siedlung der mittleren Bronzezeit und der Latènezeit sowie Körpergräber vor- oder frühgeschichtlicher Zeitstellung. | D-2-7140-0191 |      |
| Perkam (Standort) | Siedlungsfunde der Bronzezeit und Urnenfelderzeit sowie Bestattungsplatz vor- und frühgeschichtlicher Zeitstellung. | D-2-7140-0194 |      |
| Perkam (Standort) | Siedlungen, teilweise mit Gräben und Gräbchensystemen, vor- und frühgeschichtlicher Zeitstellung. | D-2-7140-0200 |      |
| Perkam (Standort) | Verebnete Grabhügel vorgeschichtlicher Zeitstellung. | D-2-7140-0201 |      |
| Perkam (Standort) | Siedlung vor- und frühgeschichtlicher Zeitstellung. | D-2-7140-0205 |      |
| Perkam (Standort) | Siedlung vor- und frühgeschichtlicher Zeitstellung. | D-2-7140-0207 |      |
| Perkam (Standort) | Siedlung und zwei verebnete Grabenwerke vor- und frühgeschichtlicher Zeitstellung. | D-2-7140-0208 |      |
| Perkam (Standort) | Siedlung vor- und frühgeschichtlicher Zeitstellung. | D-2-7140-0210 |      |
| Perkam (Standort) | Siedlung vor- und frühgeschichtlicher Zeitstellung. | D-2-7140-0211 |      |
| Perkam (Standort) | Verebnete Viereckschanze der späten Latènezeit sowie Siedlungen der Urnenfelderzeit und der Hallstattzeit sowie vor- und frühgeschichtlicher Zeitstellung. Grabenwerke der Hallstattzeit.                                                       | D-2-7140-0212 |      |
| Perkam (Standort) | Verebneter Graben und Siedlung vor- und frühgeschichtlicher Zeitstellung, unter anderem der Urnenfelderzeit. | D-2-7140-0214 |      |
| Perkam (Standort) | Verebnete Grabhügel vorgeschichtlicher Zeitstellung und Siedlung des Jungneolithikums (Münchshöfener Gruppe). | D-2-7140-0215 |      |
| Perkam (Standort) | Siedlung vor- und frühgeschichtlicher Zeitstellung, unter anderem der Bronzezeit. | D-2-7140-0216 |      |
| Perkam (Standort) | Verebnete Grabhügel vorgeschichtlicher Zeitstellung, z. T. mit Kreisgräben, und Siedlung vor- und frühgeschichtlicher Zeitstellung sowie des Mittelalters.                                                                                      | D-2-7140-0217 |      |
| Perkam (Standort) | Siedlung vor- und frühgeschichtlicher Zeitstellung. | D-2-7140-0219 |      |
| Perkam (Standort) | Siedlung vor- und frühgeschichtlicher Zeitstellung. | D-2-7140-0220 |      |
| Perkam (Standort) | Verebnetes Grabenwerk vor- und frühgeschichtlicher Zeitstellung sowie Siedlung der Latènezeit. | D-2-7140-0221 |      |
| Perkam (Standort) | Siedlung vor- und frühgeschichtlicher Zeitstellung. | D-2-7140-0222 |      |
| Perkam (Standort) | Siedlung vor- und frühgeschichtlicher Zeitstellung. | D-2-7140-0223 |      |
| Perkam (Standort) | Siedlungen der Linearbandkeramik, der Bronzezeit, Urnenfelder und Latènezeit sowie des Mittelalters. | D-2-7140-0224 |      |
| Perkam (Standort) | Siedlung und verebnetes Grabenwerk vor- und frühgeschichtlicher Zeitstellung. | D-2-7140-0225 |      |
| Perkam (Standort) | Siedlung vor- und frühgeschichtlicher Zeitstellung. | D-2-7140-0226 |      |
| Perkam (Standort) | Verebnetes Grabenwerk und Siedlung vor- und frühgeschichtlicher Zeitstellung. | D-2-7140-0227 |      |
| Perkam (Standort) | Verebnete Grabhügel vorgeschichtlicher Zeitstellung und Siedlung vor- und frühgeschichtlicher Zeitstellung. | D-2-7140-0229 |      |
| Perkam (Standort) | Siedlung vor- und frühgeschichtlicher Zeitstellung. | D-2-7140-0230 |      |
| Perkam (Standort) | Verebnetes Grabenwerk vor- und frühgeschichtlicher Zeitstellung. | D-2-7140-0231 |      |
| Perkam (Standort) | Siedlung vor- und frühgeschichtlicher Zeitstellung. | D-2-7140-0232 |      |
| Perkam (Standort) | Bestattungsplatz des Endneolithikums (Glockenbecherkultur) und Siedlungen der Urnenfelderzeit und der späten Latènezeit. | D-2-7140-0257 |      |
| Perkam (Standort) | Untertägige mittelalterliche und frühneuzeitliche Befunde und Funde im Bereich der Katholischen Pfarrkirche Mariä Himmelfahrt in Thalkirchen (Perkam) mit zugehörigem Friedhof und ihres Vorgängerbaus sowie frühmittelalterliche Reihengräber. | D-2-7140-0260 |      |
| Perkam (Standort) | Siedlung metallzeitlicher Zeitstellung, unter anderem der frühen Bronzezeit und der Urnenfelderzeit. | D-2-7140-0265 |      |
| Perkam (Standort) | Körpergräber vor- oder frühgeschichtlicher Zeitstellung. | D-2-7140-0287 |      |
| Perkam (Standort) | Siedlung der Urnenfelderzeit. | D-2-7140-0288 |      |

### Bodendenkmäler in der Gemarkung Rain
| Lage            | Objekt                                                               | Akten-Nr.     | Bild |
| --------------- | -------------------------------------------------------------------- | ------------- | ---- |
| Rain (Standort) | Siedlung vor- und frühgeschichtlicher Zeitstellung.                  | D-2-7140-0245 |      |
| Rain (Standort) | Siedlung und Körpergräber vor- und frühgeschichtlicher Zeitstellung. | D-2-7140-0246 |      |